# Maryam Khatoon Molkara
Maryam Khatoonpour Molkara, persa: مریم خاتون ملک‌آرا (Iran, 1950 - Teheran, 25 de març de 2012) fou una defensora dels drets de les persones transgènere a l'Iran, on és àmpliament reconeguda com a matriarca de la comunitat transgènere. Designada home al néixer, més tard va contribuir a l'obtenció d'una fàtua que permetia rebre una cirurgia de reassignació sexual dins de la legalitat.
Molkara va morir el 2012, després de patir un atac de cor als 62 anys.